# Pomarolo
Pomarolo är en ort och kommun i provinsen Trento i regionen Trentino-Sydtyrolen i Italien. Kommunen hade 2 500 invånare (2018).